# Бункер Вайнгут I

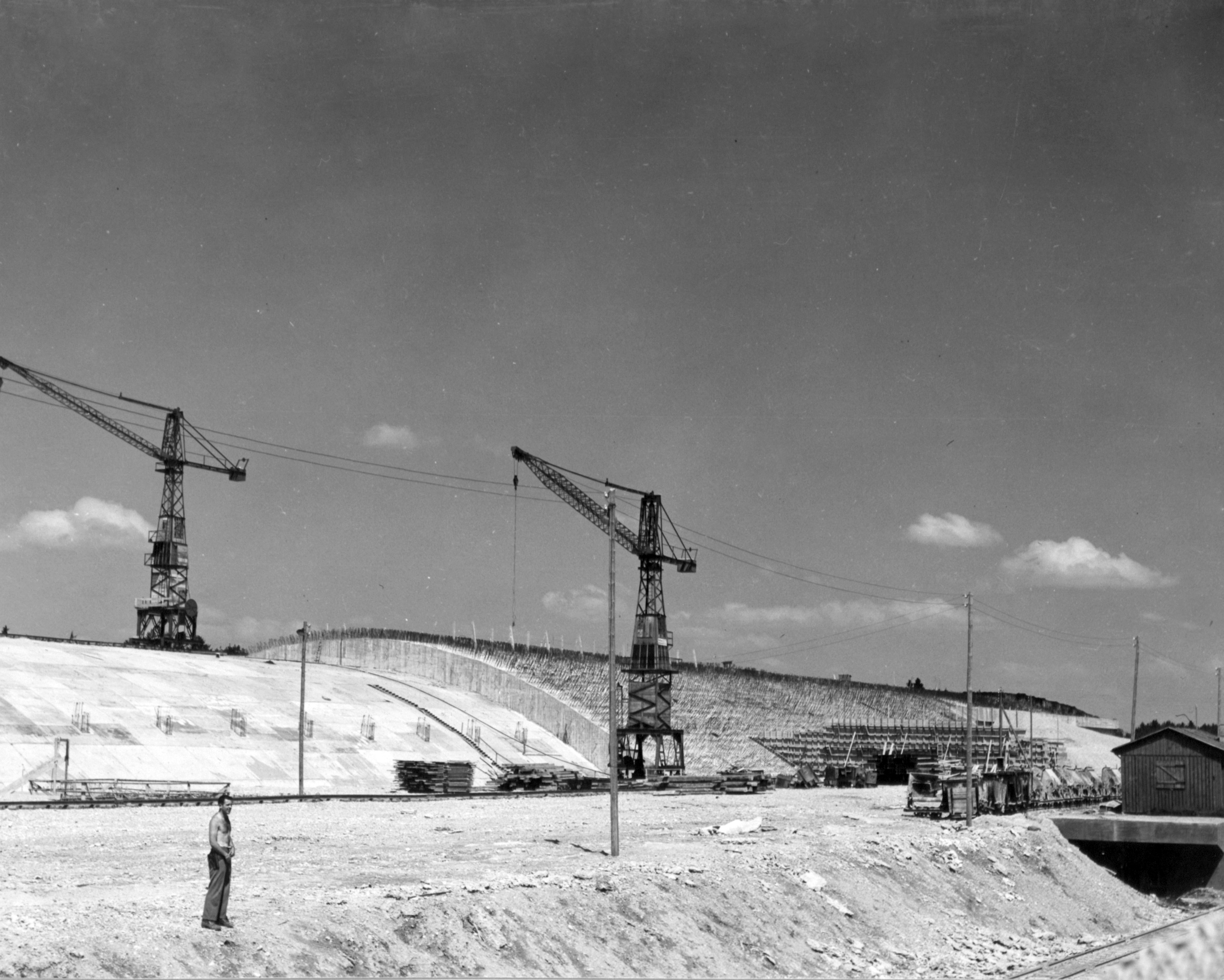
Вид бункера в мае 1945

Бункер Вайнгут I (нем. Weingut I — Виноградник I) — немецкий заглубленный завод для производства двигателей реактивных истребителей Messerschmitt Me.262, начатый постройкой в Мюльдорфе-на-Инне (Верхняя Бавария) в 1944 году. Бункер предназначался для защиты производства реактивных двигателей от союзных стратегических бомбардировок. Несмотря на очевидно близкое поражение в войне, немцы вкладывали в строительство бункера огромные ресурсы. Тем не менее, комплекс не был готов даже наполовину, прежде чем его захватили американские войска. После войны уничтожен.

## История
В 1944 году, интенсивность и эффективность союзных воздушных бомбардировок возросла настолько, что германская индустрия начала испытывать их разрушительный эффект в полной мере. Деградация истребительных сил Люфтваффе к этому моменту достигла своего предела: даже задействование революционных реактивных истребителей Messerschmitt Me.262 не могло изменить ситуацию. К тому же авиапромышленность Рейха сама подвергалась постоянным бомбардировкам, нарушавшим производство самолётов.
В феврале 1944, более 10000 самолётовылетов стратегической бомбардировочной авиации союзников было проведено против объектов авиационной индустрии Германии в ходе так называемой «Большой Недели». Эта кампания существенно замедлила рост уровня производства германской авиационной техники (хотя и не остановила его полностью). Побочным её результатом было то, что немецкое командование убедилось в неспособности Люфтваффе хоть как-то противостоять уничтожению германских промышленных объектов.
Пытаясь изменить ситуацию хоть в какой-то степени, Jägerstab (утверждённое в марте 1944 командование истребительной авиации Германии), под руководством Альберта Шпеера разработало план уменьшения урона от бомбардировок путём рассредоточения авиационной промышленности и переноса наиболее важных заводов в подземные либо заглубленные бункера. Таким образом, немцы надеялись сделать циклы производства неуязвимыми для бомбардировок и увеличить производство истребительной авиации. Особое внимание уделялось развёртыванию масштабного производства реактивных истребителей — единственного вида оружия, в котором Германия пока ещё имела некоторое преимущество.
17 марта 1944 года, был подготовлен план постройки шести крупных заглубленных бункеров в которые предполагалось перенести ключевые объекты авиапроизводства. Изначально предполагалось создать предприятия площадью в 600000 и даже в 800000 квадратных метров, но затем планы были урезаны до 60000 квадратных метров в связи с острым дефицитом ресурсов и рабочей силы. В июне 1944, высадка союзных войск в Нормандии вынудила экстренно пересмотреть план и сосредоточить основные усилия на двух объектах в Верхней Баварии, получивших кодовые названия «Виноградник-I» и «Виноградник-II». Официально утверждалось, что оба объекта будут введены в строй спустя шесть месяцев после начала работ, но по признанию самого Шпеера, всем было очевидно, что бункера не будут готовы до конца войны.

## Конструкция

Схема бункера: А - экстракционный тоннель, B - извлекаемый грунт, C - грунтовые насыпи под арками.

Основой конструкции бункера являлись двенадцать огромных железобетонных арок, каждая шириной в 95 метров и высотой в 32,2 метра (из которых 19,2 метра находились ниже уровня земли). Арки прикрывали собой заглубленный подземный зал, общей длиной в 400 метров и шириной в 85 метров. Толщина арок достигала пяти метров.
Согласно проекту, чтобы защитить стройплощадку от союзных бомбардировок (могущих нарушить ход строительства) бункер должен был строится «из-под земли». Сначала, по всей длине стройплощадки прокладывался подземный экстракционный тоннель, служивший для вывоза грунта. Затем по бокам от него вырывались траншеи под фундаменты арок. Вырытый грунт использовался для заполнения пространства под строящимися арками — таким образом, арки возводились «лёжа» на высокой насыпи.
После того как очередная арка была закончена, грунтовая насыпь под ней раскапывалась и вывозилась на тележках через экстракционный тоннель. Когда вся гигантская крыша бункера была бы завершена, под ней была бы сделана выемка на глубину до 19 метров. В этой гигантской выемке, защищённой сверху бетонными арками, должен был быть построен авиационный завод, производящий турбореактивные двигатели Jumo 004. Сверху, бункер должен был быть полностью засыпан землёй, на которой предполагалось высадить траву и деревья, тем самым эффективно замаскировав гигантскую конструкцию. Предполагалось, что завод будет иметь восемь уровней, но к моменту захвата бункера американцами в мае 1945 года, к постройке этажей приступили только на самой первой арке.

## Строительство

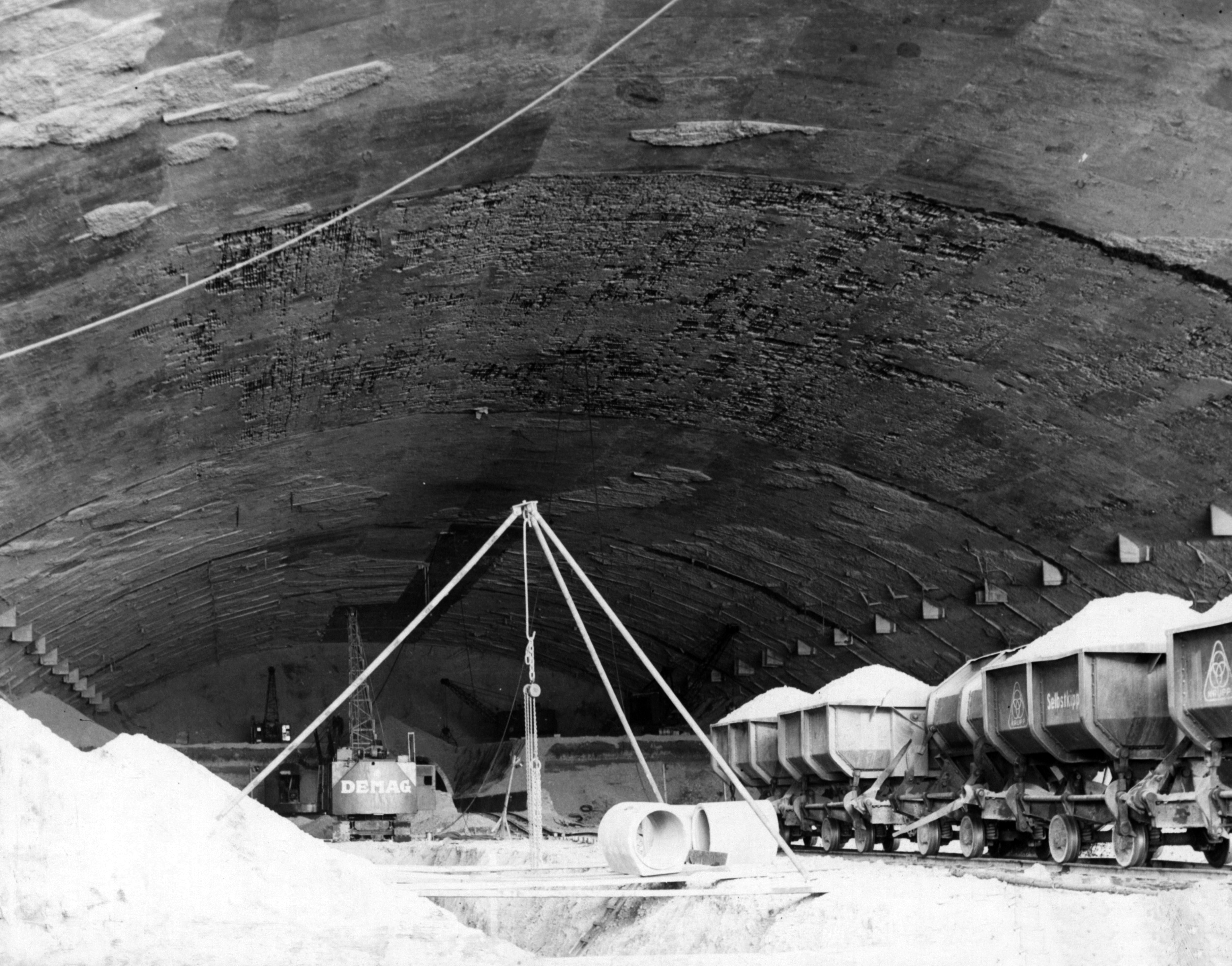
Вид готовой части бункера изнутри в мае 1945

Строительство бункера велось в интенсивном темпе, хотя невозможность его завершения в разумные сроки была уже очевидна. Гитлер уделял значительное внимание этому проекту и требовал приоритетного обеспечения стройплощадки всем необходимым. Специально для строительства бункера, был возведен цементный завод, электростанция, и несколько меньших бункеров, игравших роль бомбоубежищ для персонала стройплощадки.
Для обеспечения строительства рабочей силой, по соседству был возведен концентрационный лагерь «Мюльдорф». Из 10000 рабочих, задействованных в проекте, 8500 являлись узниками концлагеря. Из-за невыносимых условий, недоедания и жестокости охранников, более 3000 человек погибли в ходе строительства.
Несмотря на все попытки немцев завершить проект в срок, строительство непрерывно затягивалось. К апрелю 1945 года были готовы только семь из двенадцати бетонных арок, и работы над внутренней структурой бункера даже не начинались.
Общая стоимость проекта составила 26 миллионов рейхсмарок (почти 10 миллионов долларов по курсу 1941 года).

## Итог

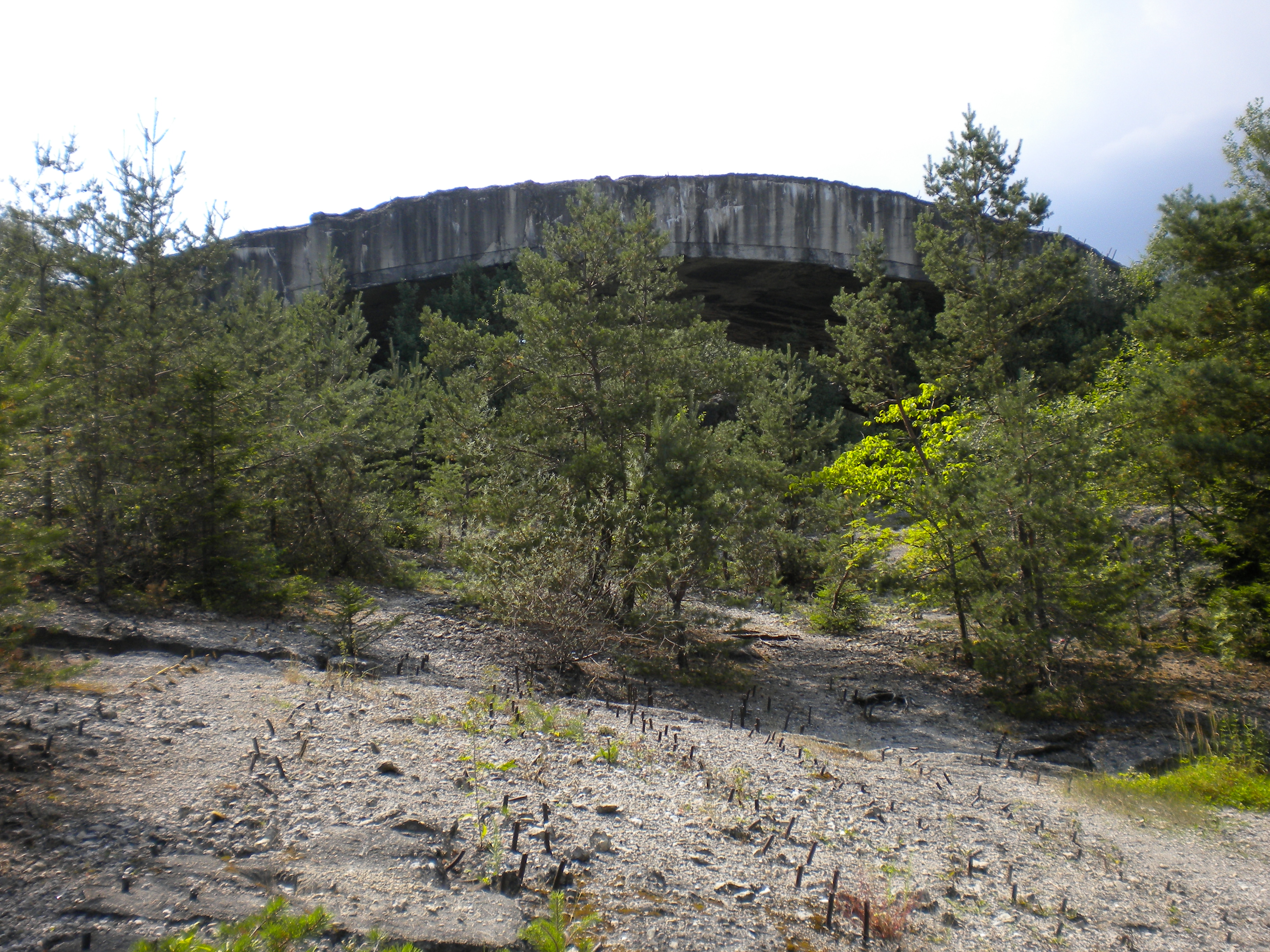
Единственная уцелевшая арка бункера в наши дни

Авиаразведка союзников обнаружила бункер в феврале 1945 года. Тем не менее, никаких бомбардировок объекта не проводилось: союзное командование считало, что объект в столь низкой степени готовности не представляет никакой немедленной угрозы. Кроме того, союзникам было известно, что немцы активно используют принудительную рабочую силу, в том числе советских военнопленных на строительстве своих проектов, и союзники опасались, что интенсивные бомбардировки приведут к гибели множества подневольных рабочих.
Бункер был в итоге захвачен в начале мая 1945 года войсками 14-й танковой дивизии армии США. Обследовав стройплощадку, американцы сочли, что бункер находится в слишком низкой степени готовности чтобы быть использованным для чего-либо полезного, и решили уничтожить его. Было выдвинуто предложение использовать бункер для изучения воздействия тяжёлых бомб на заглубленные объекты: предложение было поддержано армейской авиацией США, но проводились ли какие-либо бомбардировки бункера — неизвестно. В итоге, инженерные отряды американской армии взорвали бункер летом 1947, заложив под арки 125 тонн динамита. Шесть из семи арок бункера обрушились, и лишь седьмая осталась стоять, тяжёло повреждённая.
Тоннели под бункером после войны некоторое время использовались как склад для трофейного химического оружия Германии перед его уничтожением. Эта информация изначально была засекречена и лишь в 1987 году подтверждена. Все отравляющие вещества в итоге были изъяты и переработаны.
В настоящее время бункер является мемориалом жертвам нацизма.